# حراك التعليم بالمغرب 2023
حراك التعليم هو مجموعة من الإضرابات والاحتجاجات والمسيرات الاجتماعية التي لجأ إليها أساتذة القطاع العمومي في المغرب تحت لواء التنسيقيات خلال الموسم الدراسي 2024/2023، والتي امتدت لمدة ثلاثة أشهر، في حين امتدت تبعاتها طيلة الموسم الدراسي. بدأ حراك التعليم في المغرب بعد أن أصدرت وزارة التربية الوطنية والتعليم الأولي والرياضة النظام الأساسي الخاص بموظفي الوزارة، الذي أصبح يعرف لدى الأساتذة بعد ذلك "بقانون المآسي"، والذي تم اعتباره من طرف الفئة المحتجة مسيئا لأسرة التعليم، ولابد من سحبه احتراما للحقوق والكرامة والعدالة الاجتماعية، وقد تميز هذا الحراك بتهميش دور النقابات والأحزاب السياسية، مقابل التكثل حول التنسيقيات.

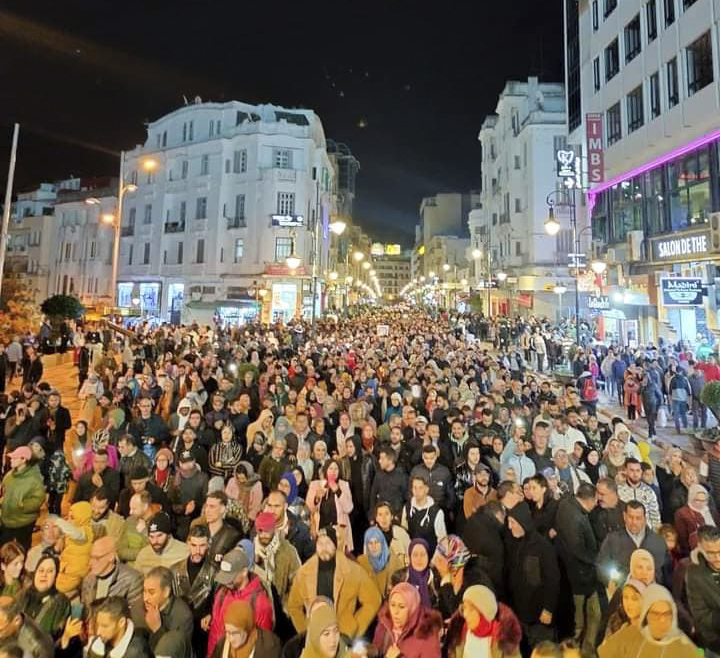
مظاهرة ليلية للمطابة بإسقاط النظام الأساسي لموظفي التربية الوطنية بالمغرب.

## النظام الأساسي الجديد
بدأت أزمة التعليم في المغرب سنة 2023 بسبب إصدار وزارة التربية الوطنية والتعليم الأولي والرياضة لما عرف بالنظام الأساسي الجديد لموظفي وزارة التربية الوطنية، الذي حاولت من خلاله الوزارة إصلاح بعض الملفات المتراكة في القطاع، أهمها ملف الأساتذة المتعاقدين. هذا القانون سبقته سلسلة من اللقاءات التحاورية مع النقابات التعليمية الأكثر تمثيلية التي وقعت مع الحكومة على اتفاق 14 يناير 2023 حول مسودة مشروع النظام الأساسي. هذه النقابات الأربع الأكثر تمثيلية عادت بعد إصدار النظام الأساس لتتهم وزيرة التربية الوطنية السيد شكيب بن موسى بعدم تضمين التعديلات التي اقترحتها في النسخة النهائية من النظام الأساسي، في حين تمسك الوزير بالحفاظ على هذا النظام، ما أثار موجة غضب عارمة في صفوف نساء ورجال التعليم، حيث وصف السيد عبد الإله دحمان، الكاتب العام للجامعة الوطنية لموظفي التعليم الوضع قائلا:
"إن حتمية إعادة النظر في النظام الأساسي الذي لم يمض على خروجه إلى حيز الوجود سوى شهر واحد تؤكدها حالة الإجماع غير المسبوق تاريخيا التي تشهدها الساحة التعليمية رفضا له .... الرفض الذي يلاقيه النظام الأساسي لموظفي قطاع التربية الوطنية هو رفض عام، سواء من طرف النقابات أو التنسيقات"
من أهم النقاط التي أثارت غضب الشغيلة التعليمية في النظام الأساسي الجديد:
- إغراق الأساتذة بمجموعة من المهام الجديدة، التي لا ترتبط مباشرة بالتدريس، مثل الدعم والمواكبة، والتعاون والتنسيق، والتنمية والتطوير المهني، والأنشطة المدرسية.
- اعتبرت الشغيرة التعليمية أن النظام الأساسي الجديد لا يضم تحفيزات كافية، ويربط التحفيز بشروط وصفت بالتعجيزية، فيما تمت المطالبة بالرفع من التحفيزات المادية والمعنية لنساء ورجال التعليم.
- أضاف النظام الأساسي الجديد عقوبات جديدة إلى قائمة العقوبات القديمة، مثل الحرمان من المشاركة في الحركة الانتقالية وامتحانات الكفاءة المهنية، والخصم من الراتب، والحرمان من المنحة السنوية والعزل والاعفاء.[4]

## تنسيقيات التعليم

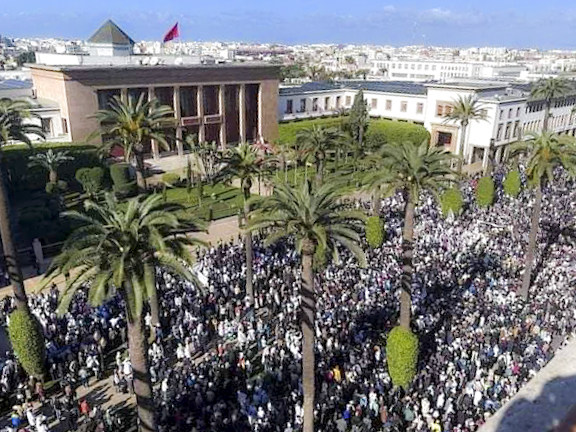
مظاهرة أمام البرلمان المغربي للمطالبة بإسقاط النظام الأساسي الخاص بموظفي قطاع التربية الوطنية.

رغم اتهام النقابات التعليمية الأربعة الأكثر تمثيلية (النقابة الوطنية للتعليم CDT، الجامعة الوطنية للتعليم UMT، الجامعة الحرة للتعليم UGTM، النقابة الوطنية للتعليم FDT) لوزير التربية الوطنية بعدم تضمين التعديلات التي اقترحتها في النسخة النهائية من النظام الأساسي، إلى أنه تم تهميشها من طرف الشغيلة التعليمية بسبب توقيعها على اتفاق 14 يناير 2023 حول مسودة مشروع النظام الاساسي، وتم اتهامها بالخيانة خلال المظاهرات، ما قلص من دور النقابات خلال حراك التعليمي لصالح التنسيقيات. ظهرت ثلاث تنسيقيات جديدة بعد إصدار النظام الأساسي، قادت مرحلة الحراك التعليمي من خلال خوض إضارابات ووقفات ومظاهرات لمدة ثلاثة أشهر متتابعة وهي:
- التنسيق الوطني لقطاع التعليم، الذي ضم أزيد من 24 تنسيقية قطاعية، بالإضافة إلى النقابة التي انسحبت من توقيع اتفاق 14 يناير 2023، وهي (الجماعة الوطنية للتعليم FNE).[6]
- التنسيقية الموحدة لهيئة التدريس وأطر الدعم، تأسست بهدف توحيد الشغيلة التعليمية تحت لواء موحد، وتكثل حولها عدد كبير من نساء ورجال التعليم.[7]
- تنسيقية أساتذة الثانوي التأهيلي، وكانت مستقلة عن باقي التنسيقيات، توحد أساتذة واستاذات السلك الثانوي التأهيلي في المغرب.[8]

## الإضرابات والاحتجاجات
بدأ حراك التعليم في المغرب مع اليوم العالمي للمدرس الذي يصادف 5 أكتوبر 2023، حيث عبر نساء ورجال التعليم عن غضبهم في وقفات احتجاجية حاشدة أمام مقر وزارة التربية ومقر البرلمان في الرباط، ووقفات أخرى جهوية أمام مقرات الأكاديميات الجهوية للتعليم، كما تم خوض إضارب لمدة ثلاثة أشهر مصحوبا بأشكال نضالية محلية متنوعة. واجهت الوزارة المعنية بالقطاع هذه الإضارابت بالاقتطاع من أجور نساء ورجال التعليم المضربين، الأمر الذي اتعتبرته النقابات ضربا في حق نساء ورجال التعليم في الإضراب.

## تدخل الحكومة
بعد استمرار الإضارابت في قطاع التعليم، تدخلت الحكومة المغربية من خلال رئيسها عزيز أخنوش لحل أزمة الأزمة، حيث ترأس رئيس الحكومة يوم 10 دجنبر بالرباط اجتماعا تم خلاله التوقيع على اتفاق بين الحكومة والمركزيات النقابية الأكثر تمثيلية يهم تحسين دخل رجال ونساء التعليم، ثم استمر الحوار مع النقابات من طرف اللجنة الوزارية المكلفة بمعالجة الإشكاليات المرتبطة بالنظام الأساسي لموظفي التربية الوطنية تضم، بالإضافة إلى بنموسى، كلا من وزير الإدماج الاقتصادي والمقاولة الصغرى والتشغيل والكفاءات، يونس سكوري، والوزير المنتدب المكلف بالميزانية، فوزي لقجع.

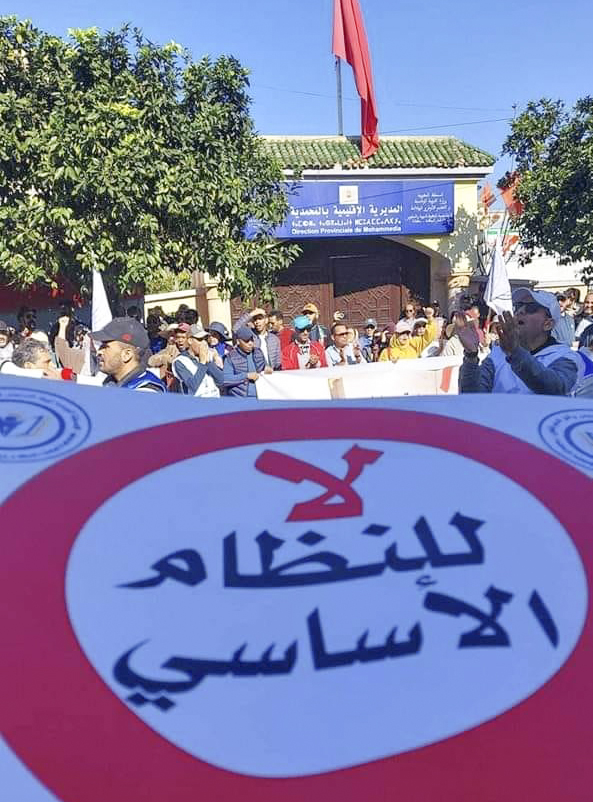
شعارات إسقاط النظام الأساسي لموظفي قطاع التربية الوطنية

## إصلاح النظام الأساسي
توصلت اللجنة الوزارية والنقابات التعليمية الأكثر تمثيلية إلى اتفاق بشأن التعديلات المرتبطة بالجانب التربوي والمالي لموظفي قطاع التعليم، بعد أشواط من الحوار امتد لحوالي ثلاثة أشهر، تلاه توقيع محضر اتفاق حول النظام الأساسي الخاص بموظفي قطاع التربية الوطنية، وذلك بعد توصل اللجنة الثلاثية الوزارية رفقة ممثلي النقابات التعليمية الأكثر تمثيلية، إلى اتفاق بشأن التعديلات المرتبطة بالجانبين التربوي والمالي لموظفي قطاع التعليم. وقع على محضر الاتفاق كل من السيد شكيب بنموسى، وزير التربية الوطنية والتعليم الأولي والرياضة، والسيد يونس سكوري، وزير الإدماج الاقتصادي والمقاولة الصغرى والشغل والكفاءات، والسيد فوزي لقجع، الوزير المنتدب لدى وزيرة الاقتصاد والمالية المكلف بالميزانية، وعن الشركاء الاجتماعيين للحكومة السادة ممثلو كل من: الجامعة الوطنية للتعليم UMT، والنقابة الوطنية للتعليم CDT، والجامعة الحرة للتعليم UGTM، والجامعة الوطنية للتعليم FNE، والنقابة الوطنية للتعليم FDT. ومن أهم النقاط التي تم الاتفاق عليها خلال هذا الحوار:
- إضفاء صفة الموظف العمومي على كافة العاملين بقطاع التربية الوطنية، مع خضوعهم لمقتضيات النظام الأساسي العام للوظيفة العمومية؛
- تحديد مدة التدريس الأسبوعية لأطر التدريس، بقرار للسلطة الحكومية المكلفة بالتربية الوطنية، وذلك بعد استطلاع رأي اللجنة الدائمة لتجديد وملاءمة المناهج والبرامج، فيما يتعلق بتخفيف البرامج والمناهج الدراسية وأثرها على تخفيف الزمن الدراسي والإيقاعات الزمنية؛
- اعتماد نظام خاص لتقييم الأداء المهني يتلاءم مع خصوصيات قطاع التربية الوطنية، يستند إلى معايير قابلة للقياس؛
- تخويل التعويض الذي تم إقراره بناء على اتفاق 10 دجنبر 2023، للموظفين المرتبين في الدرجة الممتازة (خارج السلم) والمحدد مبلغه الشهري في 1000 درهم، وذلك ابتداء من الرتبة 3 بدلا من الرتبة 5؛
- الزيادة في التعويضات التكميلية للأساتذة المبرزين بمبلغ شهري صافي قدره 500 درهم واحتسابها في المعاش؛
- الزيادة في التعويضات التكميلية للمستشارين في التوجيه التربوي والمستشارين في التخطيط التربوي بمبلغ شهري صافي قدره 300 درهم؛
- إحداث الدرجة الاستثنائية المرتبة فوق خارج السلم لفائدة الأطر التي ينتهي مسارها المهني في الدرجة الممتازة (خارج السلم)، على أن تتم الترقية إليها ابتداء من سنة 2026، ارتباطا بنتائج الحوار الاجتماعي المركزي؛
- إحداث نظام أساسي خاص بالأساتذة المبرزين خلال سنة 2024، بناء على خلاصات لجنة تقنية تضم ممثلين عن الحكومة والنقابات التعليمية الأكثر تمثيلية؛
- معالجة اشتراكات التقاعد الخاصة بالموظفين الذين تم توظيفهم خلال الفترة الممتدة بين سنتي 2017 و2021؛[12]

## توقيف نساء ورجال التعليم
رغم التوصل إلى اتفاق لحل أزمة التعليم بعد حوالي ثلاثة أشهر من اندلاعها، استمرت الأزمة إلى نهاية الموسم الدراسي بحدة أقل بسبب توقيف وزارة التربية الوطنية والتعليم الأولي والرياضة لحوالي 545 أستاذا وأستاذة بدعوى التغيب غير المبرر عن العمل أو التحريض عبر وسائل التواصل الاجتماعي على التوقف عن العمل خلال الحراك التعليمي، مع توقيف أجورهم. رفضت الشغيلة التعليمية هذه التوقيفات، واعتبرتها ضربا في حقهم الدستوري في الإضراب وضربا للحريات النقابية في المغرب. تم حل ملف الموقوفين بعد العديد من المظاهرات والإضرابات طيلة السنة، من خلال فتح حوار بين الوزارة المعنية والنقابات، حيث تم سحب التوقيفات في حق البعض، وتوبيخ البعض الآخر، وعقد مجالس تأديبية في حق البعض الآخر.

## تدبير الزمن الدراسي
طرحت أزمة التعليم في المغرب سؤال تكافؤ الفرص بيت تلاميذ القطاعين العمومي والخصوصي بسبب الإضارابات التي استمرت في القطاع العمومي لمدة ثلاثة أشهر، ما دفع الوزارة المعنية إلى إصدار خطة وطنية متكاملة لتدبير الزمن المدرسي والتنظيم التربوي للتعلمات بالنسبة للتلميذات والتلاميذ بجميع الأسلاك الدراسية، من أجل تدارك الزمن المدرسي المهدور المقدَّر في 10 أسابيع كاملة على الأقل منذ بداية الاحتقان حول النظام الأساسي، وتضمنت هذه الخطة:
- تمديد السنة الدراسية
- التركيز في البرنامج الدراسي على التعلمات الأساس بالمستوى الدراسي الحالي وكذا تلك اللازمة كمُدخلات أساس خلال المستوى الدراسي الموالي

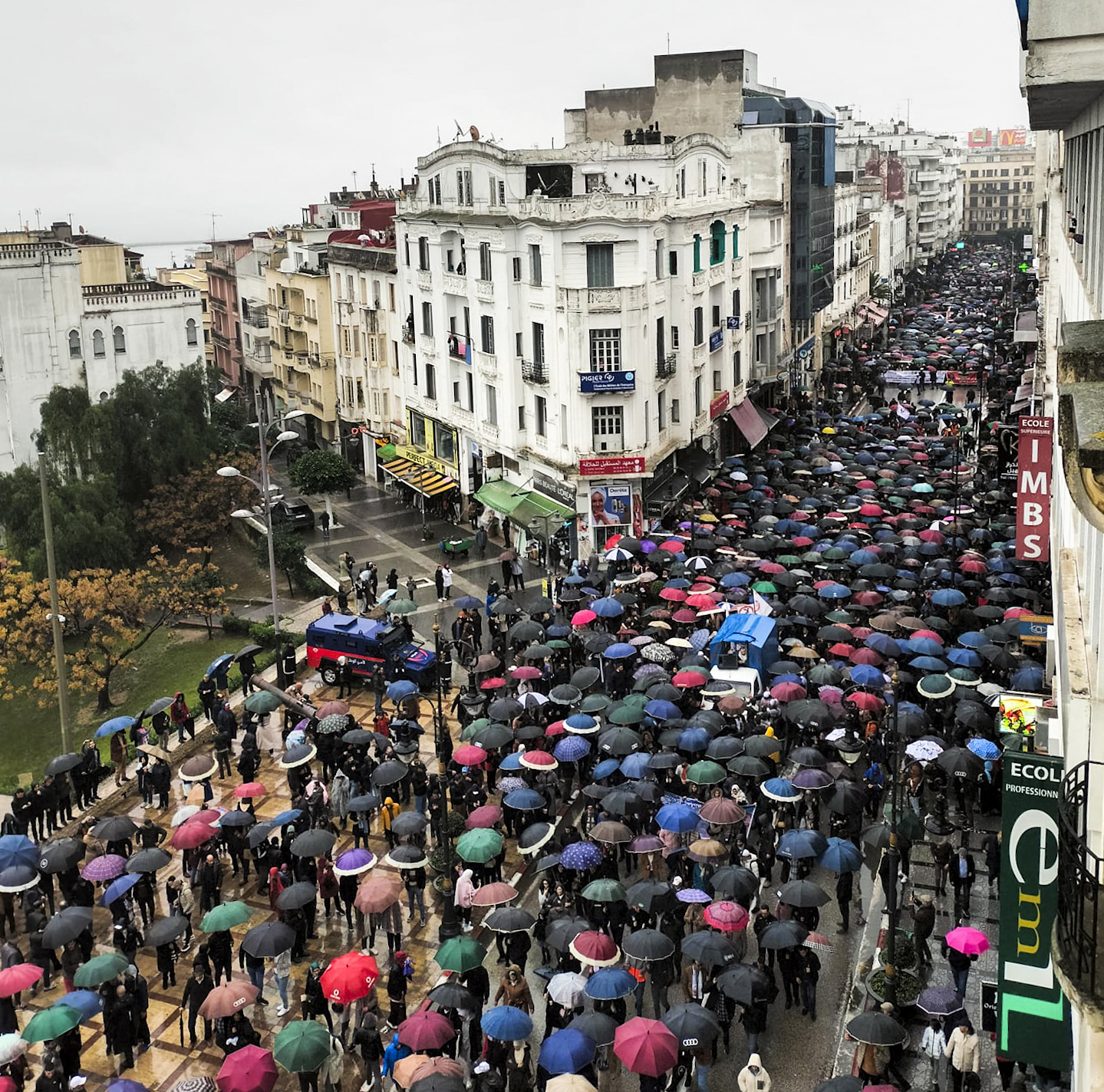
مظاهرة تحت الأمطار للمطالبة بإسقاط النظام الأساسي لموظفي قطاع التربية الوطنية.

- مظاهرة تحت الأمطار للمطالبة بإسقاط النظام الأساسي لموظفي قطاع التربية الوطنية.اعتماد المرونة في برمجة تاريخ الامتحان الموحد المحلي للسنة السادسة ابتدائي والثالثة إعدادي
- تأجيل مواعيد انطلاق الامتحانات الموحدة الإقليمية والجهوية والوطنية بأسبوع
- إنجاز فرض واحد في كل مادة بجميع الأسلاك خلال ما تبقى من الأسدوس الأول
- تقليص عدد فروض المراقبة المستمرة للأسدوس الثاني بالنسبة لجميع المواد بجميع المستويات
- تكثيف وتعزيز عملية الدعم التربوي[14]